# Біменес
Біменес (ісп. Bimenes) — муніципалітет в Іспанії, у складі автономної спільноти Астурія. Населення — 1880 осіб (2009).
Муніципалітет розташований на відстані близько 360 км на північний захід від Мадрида, 24 км на схід від Ов'єдо.
Муніципалітет складається з таких паррокій: Сан-Еметеріо, Сан-Хуліан, Суарес.

## Демографія
Динаміка населення (INE ):

## Галерея зображень

Розташування муніципалітету
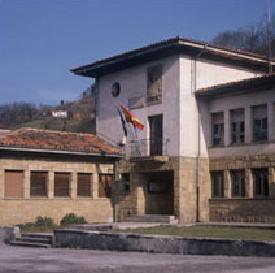
Муніципальна рада